# Martinus Hendrik Kluitman

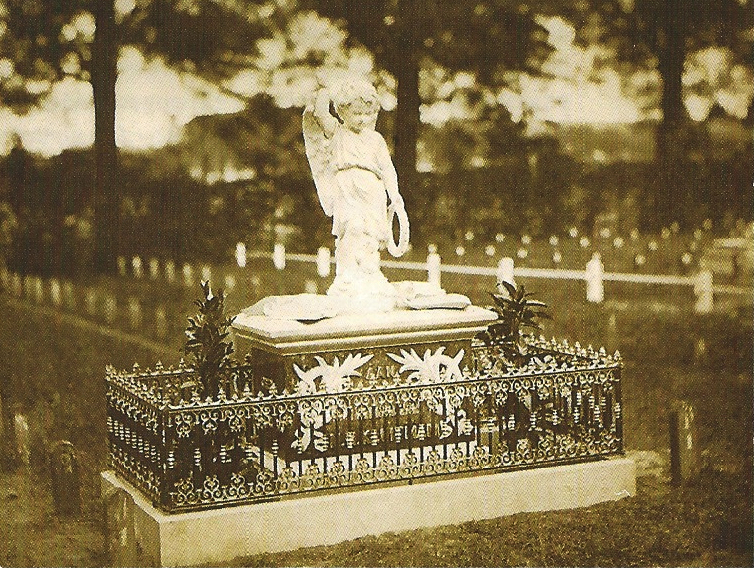
Het ter ere van Kluitman opgerichte monument in Gouda omstreeks 1883 gefotografeerd door Jérôme Henri Kiebert

Martinus Hendrik Kluitman (Schiedam, 30 juli 1808 - Gouda, 14 juli 1882) was een Nederlandse hoofdonderwijzer en geschiedschrijver.

## Leven en werk
Kluitman werd in 1808 in Schiedam geboren als zoon de kuipersknecht Willem Kluitman en Maria Vrijtvoet. Hij volgde een opleiding tot leraar en was achtereenvolgens hulponderwijzer in Koorndijk en kwekeling in Schiedam. Op 25-jarige leeftijd werd hij benoemd tot hoofd van de nieuwe "Stads-Tusschenschool" in Gouda. In 1834 - het  jaar dat hij in Gouda werd aangesteld - trouwde hij met Alida Charlotte Wuijsten. Uit dit huwelijk werden vier kinderen geboren. Kluitman werd geprezen om de kwaliteit van zijn onderwijs en zijn school werd als modelschool aangemerkt. Kluitman schreef in 1841 een stadsgeschiedenis van Gouda met als titel "Beknopte beschrijving der stad Gouda". Na de beschrijvingen van Walvis en De Lange van Wijngaerden was dit de derde stadsgeschiedenis van Gouda. Het werk werd uitgegeven door Van Goor, in die tijd nog gevestigd in Gouda. Nadat zijn zoon Pieter in Alkmaar de uitgeverij Kluitman had gesticht verschenen er van zijn hand enkele liedbundels met vaderlandse liederen, geschreven ter gelegenheid van de herdenking in 1873 van Alkmaars ontzet in 1573, die door zijn zoon werden uitgegeven.
Kluitman overleed in juli 1882 op 73-jarige leeftijd in zijn woonplaats Gouda. Hij werd begraven op de algemene begraafplaats aan de Vorstmanstraat. Een jaar na zijn overlijden werd er ter ere van hem een monument opgericht.